# Rosularia reginae
Rosularia reginae är en fetbladsväxtart som beskrevs av U. Eggli. Rosularia reginae ingår i släktet Rosularia och familjen fetbladsväxter. Inga underarter finns listade i Catalogue of Life.